# Asz-Szabab Dubaj
Asz-Szabab Dubaj – klub piłkarski ze Zjednoczonych Emiratów Arabskich istniejący w latach 1958–2017, mający siedzibę w mieście Dubaj, największym mieście kraju. W 2017 roku został połączony z Al-Ahli Dubaj i od tej pory działają jako jeden klub Shabab Al-Ahli Dubaj.

## Historia
Klub został założony w 1958 roku. Pierwszy sukces osiągnął w 1981, gdy wygrał finał Pucharu Emira. Pierwsze mistrzostwo kraju wywalczył w 1990 roku, a w 1993 roku dotarł do finału Pucharu Zatoki Perskiej, w którym uległ saudyjskiemu Asz-Szabab Rijad. W 2009 roku po raz pierwszy awansował do fazy grupowej Azjatyckiej Ligi Mistrzów. W swojej grupie zajął ostatnie miejsce za Ettifaq Dammam z Arabii Saudyjskiej, Bunyodkorem Taszkent z Uzbekistanu i Sepahanem Teheran z Iranu. W roku 2017 wszedł w skład nowo utworzonego klubu Shabab Al-Ahli Dubaj.

## Sukcesy
- Mistrzostwo Zjednoczonych Emiratów Arabskich (3 razy): 1990, 1995, 2008
- Puchar Emira:

tryumf: 1981, 1990, 1994, 1997 (4 razy)
finał: 1975, 1987, 1989, 1999 (4 razy)
- Puchar Zatoki Perskiej:

tryumf: 1992 (1 raz)
finał: 1993 (1 raz)

## Zagraniczni reprezentanci kraju grający w klubie
- Hussain Ali Baba
- Marcos Assunção
- Marcelo Corrales
- Carlos Villanueva
- Baba Adamu
- Arthur Moses
- Prince Tagoe
- Ali Daei
- Dżawad Kazemian
- Mehrdad Minawand
- Iman Mobali
- Darioush Yazdani
- David Ferreira
- Jassem Al Houwaidi
- Arcadia Toe
- Mohamed Kallon
- Miroslav Sovič
- Mirjalol Qosimov
- Ahmed Ouattara
- Musawengosi Mguni